# Alelimma
Alelimma — рід еребід з підродини совок-п'ядунів, представники якого поширені в Азії.

## Систематика
У складі роду:
- Alelimma apicalis Hampson, 1895
- Alelimma apidanusalis Walker, 1859
- Alelimma asema Hampson
- Alelimma deletaria Hampson, 1895
- Alelimma lignea Swinhoe, 1902
- Alelimma ochrodes Hampson